# Salvatierra de Esca
Salvatierra de Esca ist eine spanische Gemeinde (municipio) im Pyrenäenvorland in der Provinz Saragossa der Autonomen Gemeinschaft Aragonien. Salvatierra de Esca gehört zur Comarca Jacetania. 2024 hatte die Gemeinde 194 Einwohner.

## Geschichte
Salvatierra de Esca wurde im 13. Jahrhundert gegründet, um die Grenze von Aragonien zum Königreich Navarra zu schützen. Es sind noch Reste des im Jahr 876 konsakrierten Klosters Santa María de Fuenfría vorhanden, das von García Íñiguez de Pamplona gegründet wurde. 

## Gemeindegliederung
Ortsteile sind heute Salvatierra de Esca und Lorbés. Daneben lag der ehemalige Ort Focheto im Gemeindegebiet.

## Sehenswürdigkeiten
- Pfarrkirche El Salvador, spätgotischer Bau
- Kirche Virgen del Pilar aus dem 18. Jahrhundert
- Einsiedelei Virgen de la Peña